# Apoteosi di san Zanobi e ciclo di uomini illustri
L'Apoteosi di san Zanobi e ciclo di uomini illustri è una serie di affreschi di Domenico Ghirlandaio, databile al 1482-1484 e conservato nella Sala dei Gigli di Palazzo Vecchio a Firenze.

## Storia

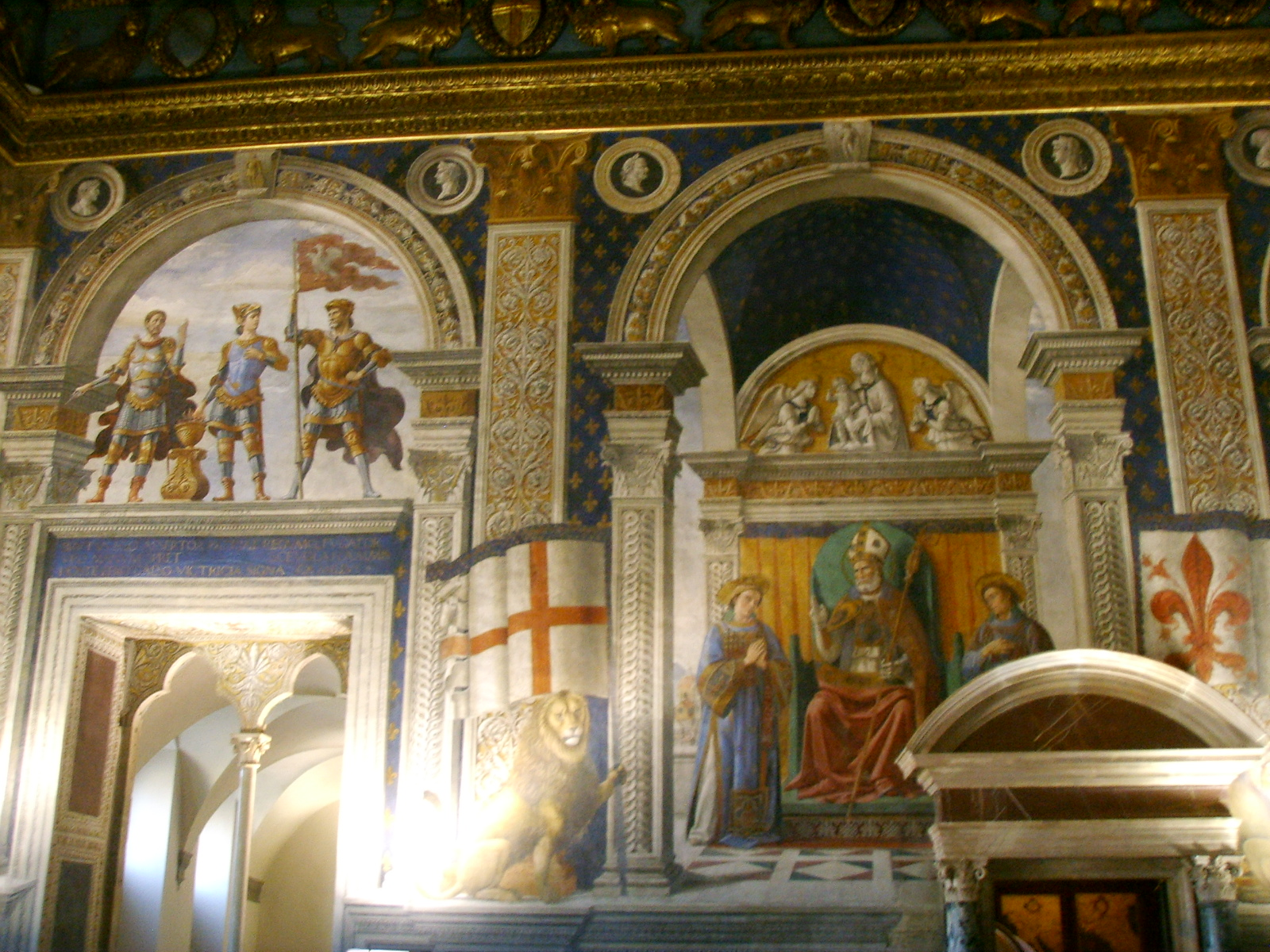
Veduta

Mentre già Ghirlandaio si apprestava a concludere il contratto per il ciclo di affreschi della Cappella Sassetti, ricevette nel 1482 dalla Signoria di Firenze la commissione della decorazione, sempre ad affresco, della Sala dei Gigli in Palazzo Vecchio.
In un primo momento l'opera doveva essere divisa tra i maggiori artisti operanti in città, tra cui, oltre al Ghirlandaio stesso, Sandro Botticelli, Pietro Perugino e Piero del Pollaiolo, ma alla fine se ne occupò il solo Domenico. La decorazione venne però in larga parte eseguita da aiuti, per il contemporaneo impegno del maestro nella cappella di Francesco Sassetti in Santa Trinita.
La scarsa fattura si rivela soprattutto nella scena centrale dell'Apoteosi, mentre le due lunette di Uomini illustri dell'antichità sprigionano un'energia che deriva certamente da una maggiore presenza della mano del maestro.

## Descrizione e stile

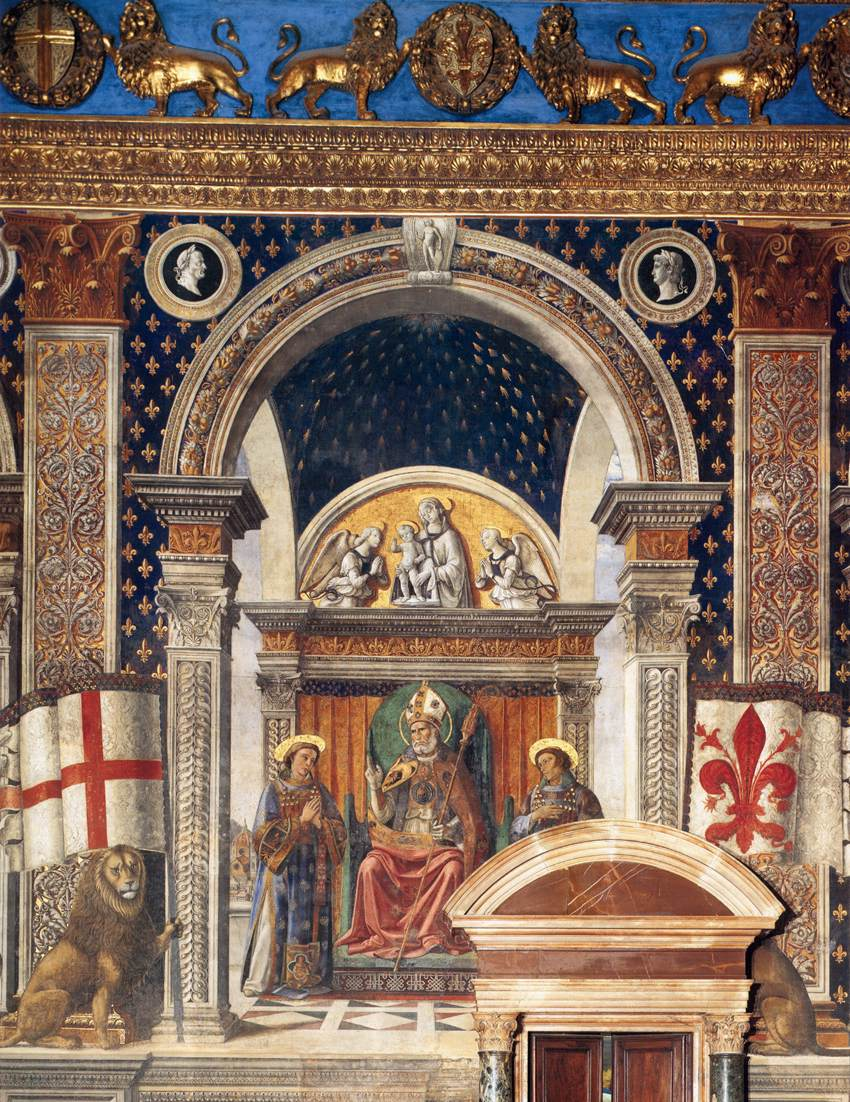
Apoteosi di San Zanobi

La parete est della sala, quella interessata dagli affreschi, è tripartita in tre fasce verticali, che corrispondevano alle antiche tre bifore dell'originaria facciata sud del palazzo, coperta poi dagli ampliamenti. Quella centrale fu murata e quelle laterali rimpicciolite, anche se in quella di sinistra oggi si apre la porta per la sala della Cancelleria. L'affresco centrale è stato in parte sciupato dall'apertura di un portale nella seconda metà del Cinquecento, all'epoca del rinnovamento vasariano del palazzo; il portale conduce alla Sala del Mappamondo.

### Schema architettonico
Ciascuna di queste fasce, divise da paraste, dipinte con girali su sfondo oro sul fusto e capitelli dorati, è composta da un'apertura ad arco sotto le quali si trovano le scene principali (due lunette ai lati e una scena intera al centro). Questi archi dipinti, che poggiano su uno zoccolo con finte specchiature marmoree, talvolta con l'illusione di parti sporgenti, sono composti da pilastri dipinti con motivi all'antica, scorciati in prospettiva per una visione perfezionata dal centro della sala, e da una ghiera a sua volta decorata da ghirlande e festoni a monocromo con parti dorate, culminate in una chiave d'arco con una voluta su cui si trovano figure di guerrieri all'antica, sul modello degli archi romani. Oltre l'arco, nei pennacchi, si trova una trama di gigli di Francia dorati su sfondo blu che danno il nome alla Sala, in armonia col resto della decorazione dello spazio, basata sui colori blu, bianco e oro, soffitto a cassettoni compreso. In questi pennacchi tra arco e pilastro, sempre ispirandosi ai monumenti romani che Ghirlandaio aveva visto di persona a Roma nel suo viaggio del 1481-1482, l'artista dipinse dei medaglioni con figure all'antica di profilo, che rappresentano Adriano, Caligola, Vespasiano, Nerone, Faustina e Antonino Pio.
Il fregio che corre sui lati della sala è invece composto da stucchi reali, dorati su sfondo blu.
L'effetto generale è quello di un arco di trionfo che si apre nella sala, con tre fornici illusionisticamente sfondati verso il paesaggio.

### Apoteosi di san Zanobi
La scena centrale mostra l'Apoteosi di san Zanobi tra i santi Eugenio e Crescenzione: si tratta del vescovo fiorentino, patrono della diocesi, tra i suoi diaconi. Egli è rappresentato in trono in posizione benedicente, affiancato dai due santi in piedi, sullo sfondo di una volta aperta sul paesaggio esterno, con pavimento a scacchiera in prospettiva, un soffitto dipinto a stellette dorate su sfondo blu e una lunetta con un bassorilievo dipinto della Madonna col bambino tra angeli che ricorda l'impostazione delle opere dei Della Robbia.
I diaconi sono i meno riusciti dell'affresco, con pose molli e colori monotoni, in parte anche per effetto della perdita di luminosità e smalto.
La scena è impreziosita da una illusione prospettica dello sfondo a sinistra, in cui si scorge un sereno angolo di Firenze, nel quale si riconosce il Duomo con la facciata originale di Arnolfo di Cambio e il campanile.
Ai lati si trovano due leoni araldici reggenti i gonfaloni della Croce del Popolo e del giglio di Firenze.

### Lunette laterali

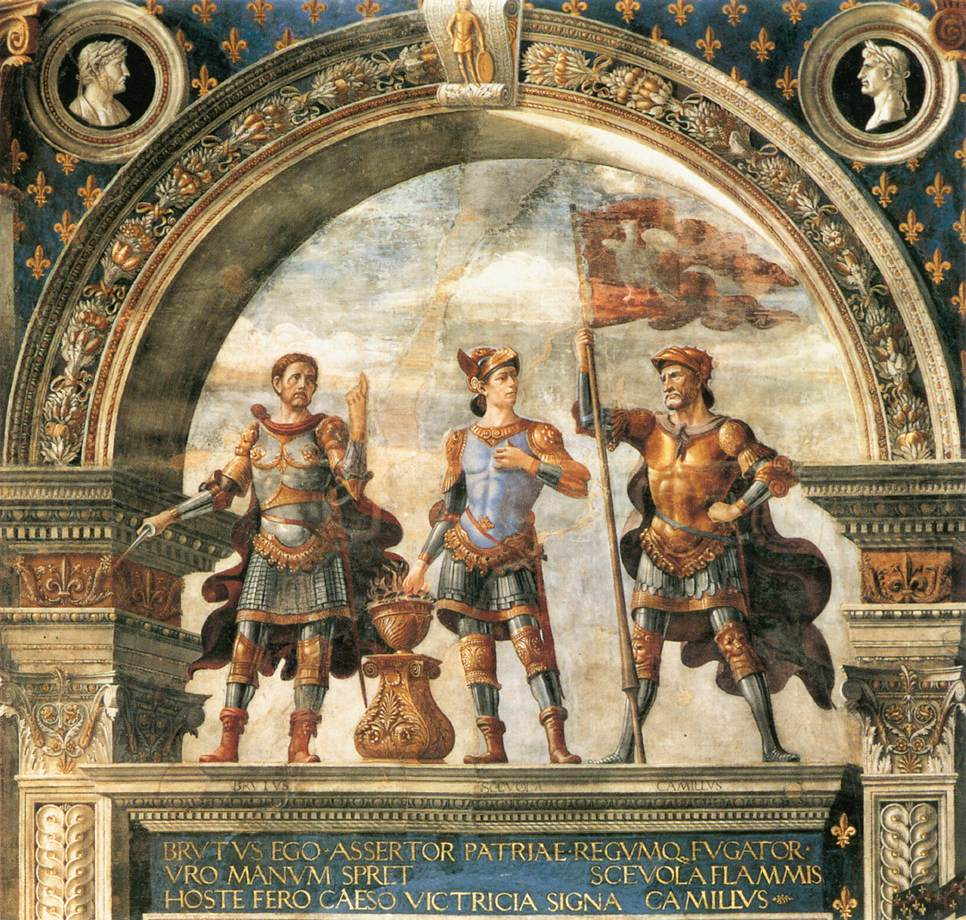
Bruto, Muzio Scevola e Camillo

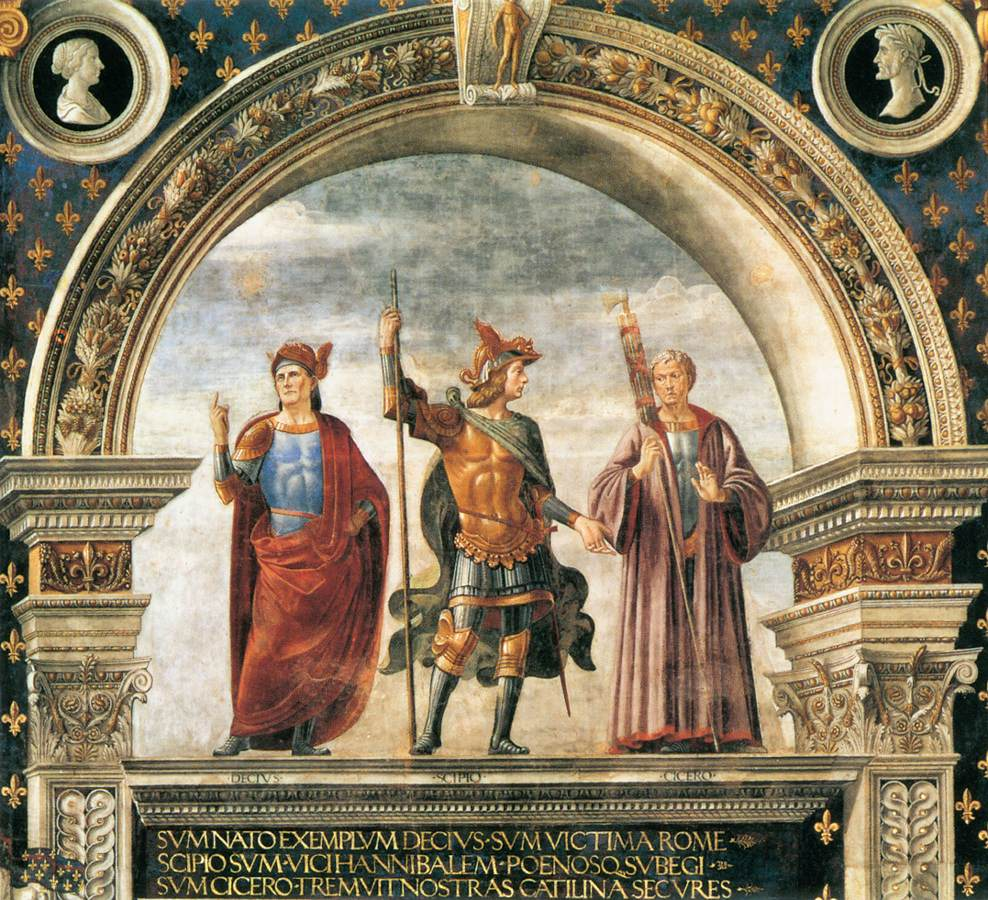
Decio, Scipione e Cicerone

Nelle lunette Ghirlandaio raffigura una serie di “Uomini illustri”, tema di grande successo a Firenze. Tra i precedenti illustri resta senz'altro il Ciclo della villa di Legnaia di Andrea del Castagno e le numerose trattazioni letterarie che fiorirono con l'Umanesimo. La scelta degli uomini dell'antichità, in questo caso, era simbolo delle virtù civiche e repubblicane, che ben si sposavano con gli ideali della committenza pubblica.
Gli uomini illustri raffigurati sono Bruto, Muzio Scevola e Camillo nella lunetta a sinistra, Decio, Scipione e Cicerone nella lunetta a destra.
Le 6 figure a tutta grandezza sono riprodotte sullo sfondo di un cielo solcato da nuvole, come se stessero in piedi sull'architrave dei rispettivi portali, sui quali si trovano le iscrizioni e che chiariscono la loro identificazione.
L'ispirazione antica è testimoniata anche dall'uso della posa a contrapposto (posa che faceva sembrare che una figura in piedi stesse per muoversi e prendere vita), evidente soprattutto nei personaggi centrali, e nella caratterizzazione archeologica dei dettagli.

### Lunetta sinistra
La lunetta sinistra mostra, da sinistra, Bruto Maggiore, che brandisce il pugnale strappato dal cuore di Lucrezia, Muzio Scevola, con la mano su una pira, e Furio Camillo, con la bandiera del trionfo. L'iscrizione recita "BRVTVS EGO ASSERTOR PATRIAE REGVMQ(VE) FVGATOR / VRO MANVM SPRET(IS) [...] SCEVOLA FLAMMIS / HOSTE FERO CAESO VICTRICIA SIGNA CAMILLVS".
I tre guerrieri, raffigurati in sontuose armature, sono molto espressivi, con pose variate ed eloquenti e un certo incedere sulla decorazione (come nei mantelli svolazzanti) che caratterizza il Rinascimento fiorentino della seconda metà del secolo rispetto all'austerità dei primi anni. Particolarmente riusciti sono Bruto, che nell'indicare il cielo sembra comporre la sua arringa difensiva sull'omicidio commesso in nome della "Libertas", e Camillo, la cui fiera posizione della gambe a compasso rimanda al San Giorgio di Donatello e alla sua energia trattenuta ma perfettamente visibile.

### Lunetta destra
La lunetta di destra ha la medesima struttura dell'altra e mostra, da sinistra, Decio, Scipione l'Africano e Cicerone. L'iscrizione riporta: "SVM NATO EXEMPLVM DECIVS SVM VICTIMA ROME / SCIPIO SVM VICI HANNIBALEM POENOSQ(VE) SVBEGI / SVM CICERO TREMVIT NOSTRAS CATILINA SECVRES".